# Kankuro
Kankuro er en karakter fra animeserien Naruto. Han kommer fra Sunagakure og er storebror til Gaara og lillebror til Temari. 
Kankuro er en såkaldt dukkefører, hvilket betyder at han med sin chakra kan styre en eller flere avancerede dukker i kamp.
 Der er for få eller ingen kildehenvisninger i denne artikel, hvilket er et problem. Du kan hjælpe ved at angive troværdige kilder til de påstande, som fremføres i artiklen.